# Superfast XI
Le Superfast XI (en grec : Σουπερφαστ XI, Souperfast XI) est un navire mixte de la compagnie grecque Superfast Ferries. Construit de 2001 à 2002 par les chantiers Flender Werke de Lübeck, il navigue depuis juillet 2002 sur les lignes entre la Grèce et l'Italie. Depuis 2018, il est l'unique navire de grande capacité exploité par Superfast.

## Histoire

### Origines et constructions
Au début des années 2000, la compagnie Superfast Ferries essuie toujours une rude concurrence avec ses rivales Minoan Lines et ANEK Lines sur les lignes entre la Grèce et l'Italie. Depuis l'introduction des car-ferries rapides par Superfast en 1995, les principaux opérateurs de la mer Adriatique ont tous équipé leurs flottes d'unités similaires, d'abord Minoan Lines dès 1997 puis ANEK Lines en 2000. Afin de se maintenir au niveau de ses concurrents, Superfast avait déjà renouvelé sa flotte en 2001 avec les imposants Superfast V et Superfast VI qui ont remplacé les Superfast III et Superfast IV après seulement trois ans de service. Dans l'optique de supplanter les Superfast I et Superfast II, Superfast lance la construction d'une quatrième paire de navires.

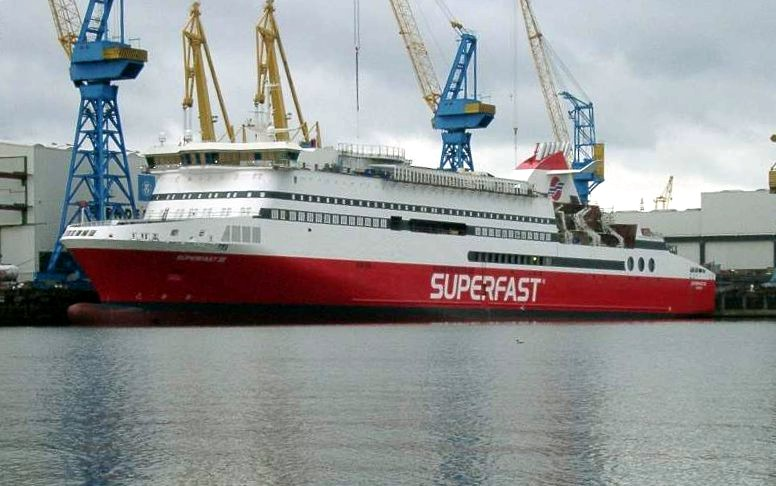
Le Superfast XI en finitions à Lübeck.

Baptisés Superfast XI et Superfast XII, les futurs navires sont conçus sur la base des quatre unités de Superfast prévues pour être exploités en Europe du Nord. Malgré une apparence très similaire, ils comportent toutefois quelques différences, notamment au niveau des superstructures mais aussi des installations avec l'ajout d'une piscine, à l'instar des autres navires de Superfast exploités dans l'Adriatique. Leur capacité est pratiquement identique à celle des Superfast V et Superfast VI, de même que l'appareil propulsif qui présente toujours les mêmes caractéristiques. 
Construit par les chantiers Flender Werke de Lübeck, le Superfast XI est lancé le 3 août 2001. Son baptême est célébré le 7 décembre suivant. Le navire effectue ensuite deux séries d'essais en mer du 13 au 17 mai et 24 au 27 juin 2002 avant d'être livré le 10 juillet à Superfast. La construction du navire et de son jumeau aura pour conséquence la mise en faillite du chantier Flender Werke.

### Service
Après avoir quitté l'Allemagne le 11 juillet 2002 pour rejoindre la Méditerranée, le Superfast XI est mis en service le 20 juillet entre la Grèce et l'Italie.
Le 24 septembre 2014, le navire rate sa manœuvre d'accostage à Ancône, occasionnant la destruction de quelques navires de plaisance amarrés à proximité.
Durant son arrêt technique effectué à Perama au printemps 2020, le Superfast XI se voit équipé d'épurateurs de fumées, plus communément appelés scrubbers, visant à réduire ses émissions de soufre. Afin de permettre l'installation du dispositif, sa cheminée se voit quelque peu modifiée.

## Aménagements
Le Superfast XI possède 9 ponts. Bien que le navire s'étende en réalité sur 11 ponts, les ponts 4 et 6 inexistants, sont tout de même comptés, et leur absence ne crée ainsi pas de décalage dans la numérotation des étages. Les locaux des passagers couvrent la totalité des ponts 7 et 8 et une partie des ponts 9 et 10. L'équipage loge pour sa part sur la partie avant du pont 9. Les ponts 3 et 5 sont entièrement consacrés au garage ainsi que la partie avant des ponts 1 et 2.

### Locaux communs
Employé sur une ligne relativement longue, le Superfast XI est équipé en conséquence au niveau de ses installations pour les passagers. Ceux-ci disposent sur le pont 7 de deux espaces de restauration (à la carte, buffet), trois bars (bar-salon, bar-discothèque, brasserie-bar) ainsi qu'une boutique et un casino. Un bar-lido avec piscine est également présent sur le pont 10 au centre du navire.

### Cabines
Le Superfast XI possède 198 cabines situées sur les ponts 8 et 9 vers l'avant du navire. D'une capacité de deux à quatre personnes, toutes sont pourvues de sanitaires complets comprenant douche, WC et lavabo.

## Caractéristiques
Le Superfast XI mesure 199,90 mètres de long pour 25 mètres de large, son tonnage est de 30 902 UMS. Le navire a une capacité de 1 427 passagers et possède un garage de 1 900 mètres linéaires pouvant contenir 653 véhicules répartis sur quatre niveaux ainsi que 130 remorques. Le garage est accessible par deux portes rampes situées à la poupe. La propulsion du Superfast XI est assurée par quatre moteurs diesels Wärtsilä-Sulzer 12V46C développant une puissance de 48 000 kW entrainant deux hélices faisant filer le bâtiment à une vitesse de 28,6 nœuds. Le navire possède quatre embarcations de sauvetage de grande taille, une embarcation semi-rigide de secours et plusieurs radeaux de sauvetage. Depuis 2020, le Superfast XI est équipé de scrubbers, dispositif d'épuration des fumées, visant à réduire ses émissions de soufre.

## Lignes desservies
Depuis sa mise en service en 2002, le Superfast XI effectue les lignes de Superfast Ferries entre la Grèce et l'Italie sur l'axe Patras - Igoumenitsa - Corfou - Italie.